# Aero HC-2 Heli Baby
Die Aero HC-2 Heli Baby war ein leichter zweisitziger Hubschrauber, der vom tschechoslowakischen Hersteller Moravan (Zlín) in Serie gebaut wurde.

## Geschichte
Die Aero HC-2 Heli Baby wurde von dem Ingenieur Jaroslav Šlechta im Luftfahrt-Forschungsinstitut entworfen und von der in Otrokovice ansässigen tschechoslowakischen Firma Moravan in den 1950er- und 1960er-Jahren produziert. Sie war der erste und einzige in der Tschechoslowakei in Serie produzierte Hubschrauber. Entwicklungsbeginn war 1951, die Rollerprobung begann im März 1953, und der Erstflug fand am 3. Dezember 1954 statt. Ein zweiter Prototyp wurde ab August 1955 getestet. Geplant war, mit der Serienproduktion von 200 Stück 1957 zu beginnen, allerdings verzögerten Probleme mit dem Antriebsmotor dies um ein Jahr und letztlich endete die Produktion schon nach etwa 17 bis 21 Stück. Die meisten Exemplare wurden an die tschechoslowakische Armee geliefert, wo sie als ZR-2 für Schul-, Beobachtungs- und Verbindungsaufgaben genutzt wurden. Einige erhielten einen stärkeren Motor und flogen unter der Bezeichnung HC-102. Im Jahr 1959 war der HC-2 einer der leichtesten zweisitzigen Hubschrauber der Welt. Ebenfalls 1959 wurden mit dem HC-2 zwei Weltrekorde aufgestellt; so erzielte Rudolf Duchon in der Klasse E-I-a auf einer geschlossenen 100-km-Strecke 115,713 km/h Durchschnittsgeschwindigkeit und Zdeněk Pondělíček in der Klasse E-I-b 110,593 km/h.

## Konstruktion
Der Rumpf des HC-2 war als Leichtmetall-Schalenkonstruktion mit einer aus mehreren Teilen bestehenden Plexiglashaube und einem sich anschließenden Leichtmetall-Heckausleger konzipiert. Der Hubschrauber verfügt über einen Dreiblatt-Hauptrotor und einen Zweiblatt-Heckrotor, beide bestehend aus Holz mit einem Glasfaserüberzug. Zunächst wurde er von einem 83 PS (62 kW) leistenden Praga-DH-Kolbenmotor angetrieben, der später durch den stärkeren Avia-M-110H-Motor mit 110 PS (81 kW) ersetzt wurde, der speziell für den Einsatz in Hubschraubern vorgesehen war. Solchermaßen als HC-102 bezeichnet, verfügte er im Gegensatz zum HC-2 außerdem über eine Kabine mit Türen, Innenheizung- und beleuchtung, Blindflugausstattung und einen elektrischen Anlasser. Das Triebwerk des HC-2 dagegen musste mit einer Handkurbel angelassen werden. Mit einem Praga-DH-Motor lag der Kraftstoffverbrauch bei einer Reisegeschwindigkeit von 100 km/h bei 22 l/h. Die Kraftübertragung zum Rotor erfolgte über eine Kardanwelle und ein Untersetzungsgetriebe. Eine automatische Zentrifugalkupplung kuppelte den Rotor zwischen 1300 und 1500/min ein, darunter befand er sich im Autorotationsmodus. Der Hubschrauber konnte für Schulzwecke leicht und schnell mit einem Doppelsteuer ausgestattet werden. Er besaß ein festes Dreiradfahrgestell.

## Militärische Nutzer
- Tschechoslowakei

## Technische Daten
| Kenngröße             | Daten (HC-2)                                            | Daten (HC-102)                                 |
| --------------------- | ------------------------------------------------------- | ---------------------------------------------- |
| Besatzung             | 1                                                       | 1                                              |
| Passagiere            | 1                                                       | 1                                              |
| Länge                 | 10,47 m (Rumpf 7,50 m)                                  | 10,47 m (Rumpf 7,50 m)                         |
| Hauptrotordurchmesser | 8,80 m                                                  | 8,80 m                                         |
| max. Drehzahl         | 315/min                                                 |                                                |
| Nenndrehzahl          | 285/min                                                 |                                                |
| Heckrotordurchmesser  | 1,30 m                                                  |                                                |
| Nenndrehzahl          | 1910/min                                                |                                                |
| Höhe                  | 2,57 m                                                  | 2,57 m                                         |
| Hauptrotorkreisfläche | 60,8 m²                                                 | 60,8 m²                                        |
| Nutzlast              | 100 kg                                                  |                                                |
| Leermasse             | 370 kg                                                  | 468 kg                                         |
| max. Startmasse       | 585 kg                                                  | 681 kg                                         |
| Höchstgeschwindigkeit | 128 km/h                                                | 213 km/h                                       |
| Reisegeschwindigkeit  | 100 km/h                                                | 120 km/h                                       |
| Steiggeschwindigkeit  | 3,4 m/s                                                 | 3,4 m/s                                        |
| Dienstgipfelhöhe      | 3000 m                                                  | 1250 m                                         |
| Reichweite            | 150 km                                                  | 175 km                                         |
| Antrieb               | 1 × Kolbenmotor Praga DH mit 83 PS (61 kW) bei 3000/min | 1 × Kolbenmotor Avia M-110H mit 110 PS (81 kW) |